# 深圳医学科学院
深圳医学科学院（Shenzhen Medical Academy of Research and Translation，简称SMART）是深圳市人民政府设立的一所新型科研机构，旨在推动医学科技创新与成果转化，聚焦人民生命健康。科学院以探索全新科研机制、引进和培养高水平人才为使命，集科学研究、教育交流、创新孵化、政策咨询和科技资源管理于一体，致力于打造粤港澳大湾区生物医药创新高地。

## 历程
深圳医学科学院于2022年12月10日筹备揭牌，2023年11月21日正式成立，选址深圳市坪山区光明生命科学园。著名结构生物学家颜宁担任创始院长，标志着其国际化、高水平人才战略的启动。科学院获中共中央、国务院支持，是深圳建设中国特色社会主义先行示范区的重要项目之一。

## 架构
科学院实行党委领导下的院长负责制，理事会为决策机构，院长面向全球招聘，实行任期制，学术委员会为最高学术机构。机构不定编制、不定级别，采用社会化用人制度和市场化薪酬机制，注重灵活引才与学术自治。